# George Lambert (pięcioboista nowoczesny)
George Howard Lambert Jr. (ur. 1 września 1928 w Hampton, zm. 30 stycznia 2012 w River Falls) – amerykański pięcioboista nowoczesny. Dwukrotny medalista olimpijski.
Brał udział w dwóch igrzyskach (IO 56, IO 60), na obu zdobywał medale w drużynie. W 1956 Amerykanie (William Andre, Jack Daniels, Lambert) zajęli drugie miejsce, cztery lata później – Williama Andre zastąpił Robert Beck – byli trzeci. W 1959 był trzeci w drużynie w mistrzostwach świata.
Zdobył złoty medal drużynowo i srebrny indywidualnie na igrzyskach panamerykańskich w 1959 w Chicago.